# Hans Birch Dahlerup
Hans Birch Dahlerup (Hillerød, 25 agosto 1790 – Copenaghen, 26 settembre 1872) è stato un ammiraglio danese.

## Biografia

### I primi anni nella marina danese
Hans Dahlerup, figlio del maestro di poste di Hillerød, iniziò i propri studi nella nativa danimarca intraprendendo la carriera militare e laureandosi presso l'accademia dei cadetti, superando l'esame del concorso per ufficiali del 1804 con distinzione. Non ancora sedicenne, venne nominato funzionario intraprendendo subito il conflitto contro l'Inghilterra. Il 21 marzo 1808 venne imbarcato sulla corazzata "Principe Cristiano" la quale venne attaccata da ben tre navi inglesi. Fu così che Dahlerup venne catturato per poi essere rilasciato, tornando in servizio attivo negli anni successivi. Il conflitto con la Gran Bretagna perdurò sino al 1812 ed egli cadde prigioniero degli inglesi per altre due volte e per due volte venne fortunatamente rilasciato.
Per i meriti acquisiti e la prigionia, al termine del conflitto venne promosso tenente nel 1813. Dal 1822 al 1826 fu insegnante del reparto di artiglieria presso l'accademia navale dei cadetti guadagnandosi un'ottima reputazione anche in questo campo. Servì come comandante di varie imbarcazioni in mare. Dopo quest'esperienza, fece un viaggio a New York e nelle Antille. Nel 1838 ebbe il compito di scortare lo scultore danese Bertel Thorvaldsen con le sue opere dall'Italia alla Danimarca.

### Al servizio dell'Impero Austriaco
Fresco della nomina a Commodoro, nel 1848 Dahlerup (che si era fatto un nome nella marina danese), ricevette una lettera dell'Imperatore che lo invitava a Vienna per discutere della possibile istituzione di una marina imperiale austriaca. Accettando l'incarico, nel febbraio del 1849 si recò in Austria dove venne ricevuto dal giovane imperatore Francesco Giuseppe a Olomouc, il quale lo nominò comandante della marina militare promuovendolo allo stesso tempo ammiraglio e feldmaresciallo luogotenente.
Giunto al mare Adriatico, iniziò subito il difficile compito di far sorgere la flotta austriaca dalle ceneri di quella di Venezia e Trieste. Ben presto egli riuscì a guadagnarsi il rispetto dei marinai locali dedicando dopo la prima guerra d'indipendenza tutte le sue forze alla riorganizzazione dei porti e dei cantieri navali. La base navale di Trieste venne ampliata e venne costruito un nuovo porto a Pola. Per rafforzare il legame tra la marina austriaca (in territorio italiano) e la madrepatria, Dahlerup introdusse i comandi in tedesco.
Il successo delle sue opere, però, gli attirò ben presto le invidie dei suoi colleghi che mossero su di lui diversi intrighi a tal punto che nel 1851 egli decise di prendere congedo dalla marina austriaca e tornare in Danimarca. Come regalo d'addio, l'Imperatore gli concesse il titolo nobiliare di Barone. Nel 1861 venne richiamato in Austria al seguito di Massimiliano, fratello dell'Imperatore, il quale lo aveva sostituito alla guida della marina austriaca già da diversi anni. L'intento dell'arciduca era quello di nominare Dahlerup proprio aiutante di marina a Trieste ed egli accettò ma quando nel 1864 l'Austria intraprese la guerra contro la sua patria nativa, la Danimarca, l'ammiraglio Dahlerup preferì nuovamente dare le proprie dimissioni dalla marina austriaca e questa volta per sempre.
Trascorse gli ultimi anni di vita a Copenaghen.